# Ischnansis gracilis
Ischnansis gracilis är en insektsart som först beskrevs av Schulthess Schindler 1898.  Ischnansis gracilis ingår i släktet Ischnansis och familjen gräshoppor. Inga underarter finns listade i Catalogue of Life.